# Átmenetifémek
A kémiában az átmenetifém kifejezés jelentése kétféle lehet:
- A periódusos rendszer azon elemeit nevezik így, amelyek a d-mezőben találhatók, beleértve a cinket (Zn), kadmiumot (Cd) és higanyt (Hg) – ezek a 3–12. csoport elemei.[1][2]
- Szigorúbban véve a IUPAC, a kémiai nevezéktannal foglalkozó nemzetközi bizottság meghatározása szerint az átmenetifém olyan elem, melynek atomja hiányos d-alhéjjal rendelkezik, vagy amelyből hiányos d-alhéjú kation keletkezhet.[3] Ezen meghatározás szerint a cink-kadmium-higany csoport nem tartozik az átmenetifémek közé (és talán a 112-es rendszámú elem sem), mivel d10 elektronszerkezettel rendelkeznek. Ez a definíció a periódusos rendszer 3–11. csoportját foglalja magába.

| Csoport     |  | 3 (III. B)     | 4 (IV. B) | 5 (V. B) | 6 (VI. B) | 7 (VII. B) | 8 (VIII. B) | 9 (VIII. B) | 10 (VIII. B) | 11 (I. B) | 12 (II. B) |
| ----------- |  | -------------- | --------- | -------- | --------- | ---------- | ----------- | ----------- | ------------ | --------- | ---------- |
| 4. Periódus |  | Sc 21          | Ti 22     | V 23     | Cr 24     | Mn 25      | Fe 26       | Co 27       | Ni 28        | Cu 29     | Zn 30      |
| 5. Periódus |  | Y 39           | Zr 40     | Nb 41    | Mo 42     | Tc 43      | Ru 44       | Rh 45       | Pd 46        | Ag 47     | Cd 48      |
| 6. Periódus |  | La 57 - Lu 71  | Hf 72     | Ta 73    | W 74      | Re 75      | Os 76       | Ir 77       | Pt 78        | Au 79     | Hg 80      |
| 7. Periódus |  | Ac 89 - Lr 103 | Rf 104    | Db 105   | Sg 106    | Bh 107     | Hs 108      | Mt 109      | Ds 110       | Rg 111    | Cn 112     |

Az egyszerű meghatározás szerint tehát az átmenetifémek közé az a 40 elem tartozik, melyek a periódusos rendszer 3–12. csoportjai egyikében találhatók. Az átmenetifémek közé értik olykor a lantanoidákat és az aktinoidákat is.

## Tulajdonságaik
Az átmenetifémek számos jellemző, közös tulajdonsággal rendelkeznek:
- Vegyületeik gyakran (de nem mindig) színesek
- Több oxidációs számuk lehet
- Gyakran jó katalizátorok
- Szobahőmérsékleten az arany és réz kivételével a színük szürke
- Szobahőmérsékleten a higany kivételével szilárd halmazállapotúak
- Komplex ionokat képeznek (akva-komplexeket is beleértve)
- Gyakran paramágnesesek

A legtöbb átmenetifémnek nagy a szakítószilárdsága és a sűrűsége, magas az olvadás- és a forráspontja, illetve a legtöbb ilyen elem jó elektromos vezető is. Ezek a tulajdonságok annak köszönhetők, hogy a d-alhéj elektronjai képesek a fémrácsban delokalizálódni, ezzel növelve az atomok közötti kohéziót.
Több olyan tulajdonság is van, ami a periódusos rendszer elemeiből elsősorban az átmenetifémekre jellemző. Ezek a tulajdonságok abból adódnak, hogy a d-atompályák csak részlegesen vannak feltöltve. Az egyik ilyen tulajdonság, hogy az átmenetifémekből képzett vegyületek lehetséges oxidációs állapotainak száma nagy, mivel a különböző állapotok közötti energiakülönbség viszonylag alacsony. A másik jellegzetes viselkedés az olyan vegyületek képzése, amelyek színe d-d átmenettel, illetve töltésátmenettel magyarázható. Emellett pedig az átmenetifémek sok paramágneses vegyület képzésére képesek a párosítatlan d-elektronok jelenléte miatt.
A legtöbb átmenetifém sok ligandummal képes kötést kialakítani, mely a lehetséges átmenetifém-komplexek széles körét eredményezi.

## Vegyületeikben előforduló oxidációs számok
Az ábrán látható, hogy:

Az átmenetifémek egyes oxidációs számait mutató ábra.
Az ábrán a telt kör az elem szokásos, az üres kör annak ritkábban előforduló (energetikailag kevésbé kedvező) oxidációs számát mutatja.

- az oxidációs szám a szkandium és mangán között növekszik, majd a rézig csökken. Az ábra formája innen ismétlődik, de megjegyzendő ezen kívül, hogy az ennél nagyobb rendszámú elemek atomjaiban az elektronoknak nagyobb a tendenciája az egy atommaghoz való ragaszkodásra.
- az alacsonyabb oxidációs állapotban az elemek egyszerű ionokat képeznek, magasabb oxidációs állapotban kovalens kötést létesítenek elektronegatív elemekkel, például oxigénnel vagy fluorral, és többatomos ionokat képeznek, ún. kromátokat, vanadátokat, permanganátokat stb.
- Magasabb oxidációs állapotban az ionok oxidálószerként hathatnak, alacsonyabb oxidációs állapotban redukálószerként.
- Egy perióduson elején a 2+ ionok erős redukálószerek, majd a rendszám növekedtével egyre stabilabbak lesznek, míg a 3+ ionok az elején stabilak, és a periódusban jobbra haladva egyre jobb oxidáló tulajdonságot mutatnak.

## Katalitikus hatásuk
Az átmenetifémeknek gyakori alkalmazási területe a homogén, vagy heterogén katalizátorként való felhasználás.

## Vegyületeik színezettsége

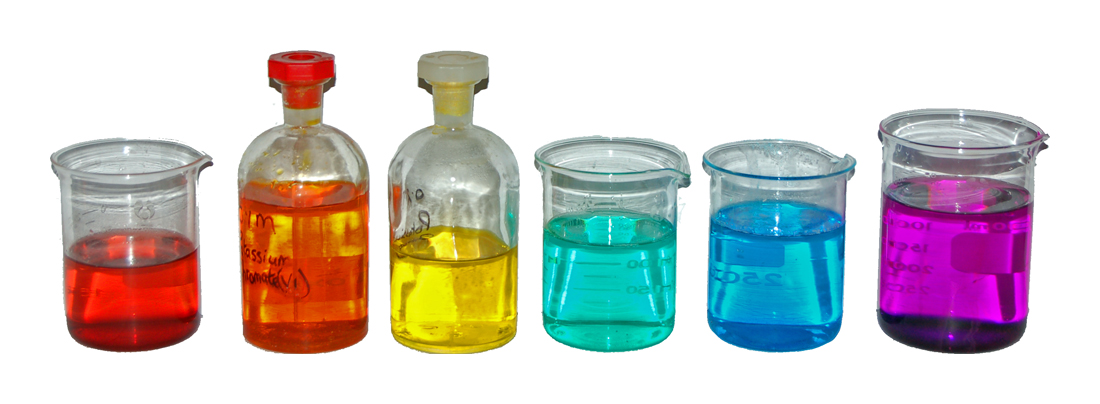
Az átmenetifém-vegyületek vizes oldatának színe balról jobbra Co(NO_{3})_{2} (vörös); K_{2}Cr_{2}O_{7} (narancssárga); K_{2}CrO_{4} (sárga); NiCl_{2} (zöld); CuSO_{4} (kék); KMnO_{4} (lila).

## Fordítás
- Ez a szócikk részben vagy egészben  a   Transition metal című angol Wikipédia-szócikk fordításán alapul.  Az eredeti cikk szerkesztőit annak laptörténete sorolja fel. Ez a jelzés csupán a megfogalmazás eredetét és a szerzői jogokat jelzi, nem szolgál a cikkben szereplő információk forrásmegjelöléseként.